# Anneline Kriel
 (janvier 2015).
Si vous disposez d'ouvrages ou d'articles de référence ou si vous connaissez des sites web de qualité traitant du thème abordé ici, merci de compléter l'article en donnant les références utiles à sa vérifiabilité et en les liant à la section « Notes et références ».
Anneline Kriel, née le 28 juillet 1955 à Witbank, est une mannequin et actrice sud-africaine.
Elle étudie à l'université de Pretoria. Elle est Miss Monde 1974, après que la Britannique Helen Morgan a renoncé à son titre, quatre jours après sa victoire.
Elle s'est convertie au judaïsme (en Suisse car refusée en Afrique du Sud), puis a épousé et divorcé de l'homme d'affaires Sol Kerzner.